# 議政府
議政府（韓語：의정부）是朝鲜王朝的最高行政机构，正一品衙門，源於高麗王朝後期的門下府和都評議使司 (도평의사사)，定宗時改稱「議政府」。太宗時實行「六曹直啟制」架空議政府，至世宗時改行「議政府署事制」。根據《經國大典》的規定，議政府職掌「總百官，平庶政，理陰陽，經邦國」，統籌六曹事務。府內的長官領議政、左議政、右議政合稱三公（三政丞）。到了中後期備邊司的職能擴大後，承擔了議政府大部份工作，但議政府的建制一直存在，直至1907年大韓帝國設立責任內閣後才廢止。
朝鮮時代議政府位於六曹大街的北端左側、光化門之南，與「三軍府」相望。朝鮮日治時代拆除後闢為舊京畿道廳舍，戰後歷經多種政府部門使用，於1990年代後陸續闢為「光化門市民露天庭院」、議政府考古基地，現闢為「議政府歷史遺跡廣場」。

## 編制
- 領議政（영의정，正一品，1人），雅称“领相”，相当于中原王朝的宰相一职。
- 左議政（좌의정）、右議政（우의정）（正一品，各1人），雅称“左相”、“右相”。
- 左贊成（좌찬성）、右贊成（우찬성）（從一品，各1人）
- 左參贊（좌참찬）、右參贊（우참찬）（正二品，各1人）
- 舍人（正四品，2人）
- 檢詳（正五品，1人）
- 公事官（從六品，11人，文班2人、武班9人）
- 司錄（正八品，定額2人，實際1人）